# 栗田穣崇
- 栗田穣崇
- くりたしげたか

栗田 穣崇（くりた しげたか、1972年5月9日 - ）は、日本の経営者。iモードの立ち上げメンバーで、携帯電話の絵文字（iモード絵文字など）の開発者。
現在は株式会社ドワンゴ取締役兼ニコニコ代表、株式会社カスタムキャスト取締役。岐阜県大垣市出身。

## 来歴
1991年、岐阜県立大垣北高等学校を卒業。1995年、専修大学経済学部を卒業し、NTTドコモに入社、コンテンツ開拓担当課長を務めた。2000年からはドコモ・ドットコムに出向し、チーフクリエイティブオフィサーを務めた。2004年からは楽天株式会社に出向し、楽天オークション企画・マーケティング部長を務めた。その後、ぴあ株式会社セールスプロモーション局次長、株式会社バンダイナムコゲームスネットサービス推進部ゼネラルマネージャー、株式会社ドワンゴ執行役員、株式会社テクテック取締役、株式会社大百科ニュース社取締役、株式会社ドワンゴ取締役などを歴任し、2017年12月、niconico運営責任者に就任。2018年6月20日、カドカワ株式会社取締役に就任。同年12月、株式会社カスタムキャスト取締役。2019年2月、株式会社ドワンゴ専務取締役COOに就任。2023年2月22日には自身の声を元にしたA.I.VOICEライブラリ「栗田まろん」を公開、配布開始した。同年10月6日、自身の声を元にしたVOICEVOXライブラリ「栗田まろん」が実装（ver 0.14.8より）。

### 年譜
- 1991年 - 岐阜県立大垣北高等学校卒業
- 1995年 - 専修大学経済学部卒業
- 1995年 - NTTドコモ入社
- 2000年 - ドコモ・ドットコムに出向
- 2004年 - 楽天に出向
- 2009年 - NTTドコモ退社、ぴあ入社
- 2011年2月 - バンダイナムコゲームス（後のバンダイナムコエンターテインメント）入社
- 2015年3月 - ドワンゴ入社、ドワンゴ執行役員
- 2017年10月 - ドワンゴ取締役
- 2018年6月20日 - カドカワ（現在の株式会社KADOKAWA）取締役
- 2018年12月 - カスタムキャスト取締役
- 2019年2月 - カドカワ取締役退任
- 2019年2月 - ドワンゴ専務取締役COO
- 2025年4月 - ドワンゴ取締役

## 人物
- 榎啓一・松永真理・夏野剛らと共に、iモードの立ち上げに携わり、絵文字を開発した[12]。栗田によれば、絵文字のデザインをまとめたのは建築家の青木淳だという[13]。
- 企画・開発したiモード絵文字がニューヨーク近代美術館のコレクションに追加された[14][15][16]。
- メディアワークスの携帯電話専門誌「iモードで遊ぼう！」[17]、アスキー・メディアワークスのモバイル情報総合誌「mobileASCII」[18] にコラムを寄稿。
- 鰻が大好物である。
- 仏像マニアである。
- 2023年6月28日にサービスを終了した自作ゲーム投稿コミュニティサービス「RPGアツマール」はドワンゴ入社して初めて立ち上げたサービスである。
- 2019年9月30日にサービスを終了したニコニコアプリ専用ブラウザゲーム「エンゲージプリンセス」総監督・開発責任者。
- 西村博之は、栗田穣崇について”友達としては全然良いと思っています。ただ事業家として今のニコニコを立ち直せる能力があるかというと向いてないんじゃないかなと思ってます”（2020年6月22日）[動画 1]。ニコ生ってもう少しうまく運営できると思いませんか？の質問に対して西村は、”栗田さんが頑張る気がないってことなんじゃないかなと思ってます”（2023年5月26日）[動画 2]と答えている。
- ニコニコの運営責任者になって以降、ニコニコの複数のサービスを廃止し、担当するKADOKAWAのWebサービス事業の売上高を5年で290億23百万円（2018年3月期）から220億63百万円（2023年3月期）まで減少させた[19][20]。またニコニコのMAU（ログインUU + 動画非ログイン視聴UU）を1,754万人（2018年3月実績）から1,470万人（2023年1-3月の平均値）まで減少させた[21][22]。
- ニコニコの代表として、「ゆっくり茶番劇商標登録問題」の問題解決に取り組んだ[23]。
- 「ニコるくんを返して」という要望が多かったニコニコ動画の「ニコる」機能の復活を有言実行した。
- 過去にニコニコチャンネルをユーザー全員に渡すという発言をしており、ニコニコネット超会議2020にて横山緑にその時期について問われ「5年以内なら確実、5年もかからない」と答えたが、ニコニコ超会議2024にて横山緑に再度問われた際「情報開示できる時になったら予告する。進めてはいる」と答えを後退させた。
- ニコニコの代表として、2007年6月の有料プラン導入以来、ニコニコの「プレミアム会員」の初の値上げを実施した[24][25]。NTTドコモとの提携プラン「OCNニコニコ動画プレミアム」を終了させた[26]。
- ニコニコサービスへのサイバー攻撃を受けてサービスを停止している期間、「月刊ニコニコインフォ」をYouTubeに場所を移して生配信した[27]。
- ニコニコサービスへのサイバー攻撃において、ハッカーとの交渉を担当していると報じられた[28][29]。
- 過去に「ニコニコはプラットフォームとしての表現規制方針を現状から変更する予定はない」と発言していたが[30]、2024年10月からニコニコ規約およびニコニコ活動ガイドラインを一部改定し国際情勢・海外の法令等に合わせた表現規制を行った[31]。この表現規制により、ニコニコ動画の5万件超のコンテンツの一斉削除が行われた[32][33]。
- 昨今の社会環境や国際情勢など踏まえ「ニコニコ春画」のサービスを終了させた[34]。

## 出演

### ネット番組
- 週刊ニコニコインフォ（2020年6月16日 - 2022年11月22日、ニコニコ生放送）
- 月刊ニコニコインフォ（2022年12月5日 - 、ニコニコ生放送）[35]

### テレビ番組
- 平成ネット史（仮） 後編 「貴重な映像と驚きの秘話でひもとく！モバイル＆SNSの歴史」（2019年1月12日、NHK Eテレ）
- X年後の関係者たち〜あのムーブメントの舞台裏〜（2022年7月19日、BS-TBS）[36]
- キントレ（2023年8月19日、日本テレビ）
- 世界一受けたい授業（2024年1月27日、日本テレビ）

### 朗読劇
- てぇてぇ夏の物語：ずんだもんとつむぎのバーチャル大冒険（2025年6月7日、栗田まろん[37]）

### 動画
1. ↑  （日本語）『ドワンゴの栗田さんは経営者として2番手あたりが相当だと思う理由』2021年5月25日。2023年8月18日閲覧。
2. ↑  （日本語）『JOEL GOTTを飲みながら2023/05/26』2021年5月25日。2023年8月18日閲覧。